# Kahurangi National Park

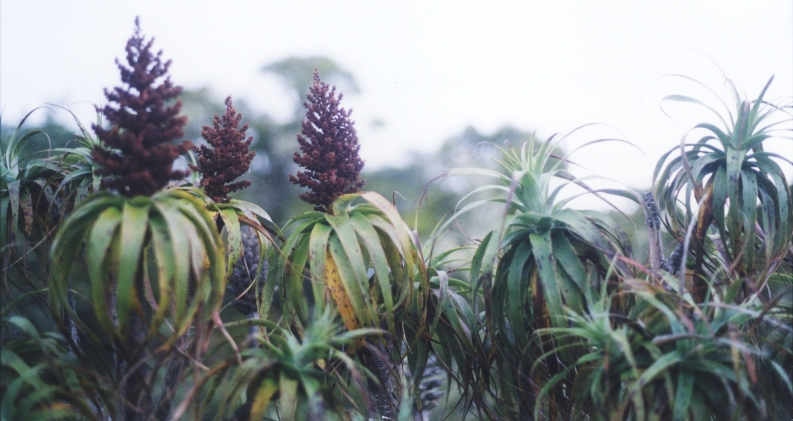
Dracophyllum traversii w parku narodowym

Kahurangi National Park – jeden z czternastu parków narodowych w Nowej Zelandii. Zlokalizowany jest w północnej części Wyspy Południowej, w Alpach Południowych. Został utworzony w 1996 roku. Z powierzchnią 4520 km² jest drugim pod względem obszaru parkiem narodowym w Nowej Zelandii. Tak jak pozostałe parki narodowe w Nowej Zelandii, jest zarządzany przez Department of Conservation.
W parku znaleziono najstarszą skamielinę w Nowej Zelandii. Jej wiek określono na 540 milionów lat. Na terenie parku znajduje się również jeden z kilku znanych nowozelandzkich długich szlaków turystycznych zwanych Wielkimi Szlakami – 78-kilometrowy Szlak Heaphy'ego.

## Flora
Szata roślinna parku jest zróżnicowana, gdyż park rozciąga się od wybrzeża, aż po góry. Na wschodzie dominuje las bukowy, natomiast na zachodzie występują głównie lasy drzew iglastych z rodziny zastrzalinowatych. W górach można spotkać 80% gatunków nowozelandzkich roślin alpejskich. Palma z gatunku Rhopalostylis sapida nadaje tropikalny wygląd wybrzeżom.

## Fauna
W Parku Narodowym Kahurangi można spotkać m.in. rzadki, endemiczny dla Nowej Zelandii gatunek strzyżyka – Xenicus gilviventris oraz zagrożonego kiwiego plamistego. Poza ptakami występuje tu 20 gatunków mięsożernych ślimaków z rodzaju Powelliphanta oraz pająki jaskiniowe z gatunku Spelungula cavernicola. Pająki te osiągają rozpiętość odnóży 12 cm.

## Kultura masowa
Na terenie parku narodowego kręcono sceny trylogii filmowej Władca Pierścieni. Okolice góry Mount Owen posłużyły w scenach wyjścia z Morii, natomiast okolice góry Mount Olympus udawały miejsce, gdzie Drużyna Pierścienia chowa się przed Krebainami po wyjściu z Rivendell.